# جبريل ريس
جبريل ريس هو لاعب كرة الماء برازيلي، ولد في 12 مارس 1984.